# اوپن‌دموکراسی
اوپن‌دموکراسی (انگلیسی: OpenDemocracy) وبسایتی سیاسی واقع در پادشاهی بریتانیا است. وب‌سایت در سال ۲۰۰۱ پایه‌گذاری شد. این وب‌سایت اظهار می‌کند که براساس گزارش‌ها و تحلیل‌های اجتماعی و سیاسی، در پی «به چالش کشیدن قدرت و تشویق برای نیل به گفتمان دموکراسی» است. وب سایت فوق سالانه هشت میلیون بازدید را به خود اختصاص داده. بنیانگذاران رسانه فوق به فعالیت پیرامون کنشگری سیاسی مشغولند. بودجه وب سایت توسط بنیاد چارلز استوارت مت در کنار سازمانهای دیگر از جمله بنیاد سوروس، موقوفه ملی برای دمکراسی، مؤسسه فورد و مؤسسه خیریه جوزف رونتری تأمین می‌شود.